# Estońscy posłowie do Parlamentu Europejskiego 2004
Estońscy posłowie V kadencji do Parlamentu Europejskiego uzyskali ten status w dniu 1 maja 2004, tj. w dniu akcesji Estonii do Unii Europejskiej. Byli przedstawicielami krajowego parlamentu. Ich mandaty wygasły w dniu zakończenia kadencji PE 19 lipca 2004.

## Lista posłów
- Eiki Berg (Res Publica, EPP-ED)
- Toomas Hendrik Ilves (Partia Socjaldemokratyczna, PES)
- Mart Laar (Związek Ojczyźniany, EPP-ED)
- Siiri Oviir (Partia Centrum, ELDR)
- Janno Reiljan (Związek Ludowy, UEN)
- Toomas Savi (Partia Reform, ELDR)